# Herminium
Herminium is een geslacht van orchideeën in de onderfamilie Orchidoideae.
Eén soort, de honingorchis (Herminium monorchis), is ook inheems in België en Nederland, zij het zeer zeldzaam.

## Naamgeving en etymologie
De botanische naam Herminium is afgeleid van het Oudgriekse 'hermis' (voet) en 'inos' (bed), wat zou verwijzen naar de vorm van de wortelknol.

## Kenmerken
Herminium-soorten bezitten een ondergrondse stengel met één grote en meerdere kleinere wortelknollen aan het uiteinde.
De bloemstengel draagt slechts twee bladeren aan de basis. De bloemen zijn klokvormig, het bloemdek half gesloten. De lip is drielobbig met een verlengde middelste lob.

## Verspreiding
Het geslacht komt voornamelijk voor in Eurazië, vooral in China, India en de Himalaya. Eén soort komt in Europa voor.

## Taxonomie
Herminium is in Europa, samen met de geslachten Gennaria en Habenaria, een van de weinige vertegenwoordigers van de subtribus Habenariinae.
Het geslacht telt een twintigtal soorten. In Europa komt enkel de honingorchis (Herminium monorchis) voor.
Soorten:
- Herminium angustilabre  King & Pantl. (1896) (China, Himalaya)
- Herminium carnosilabre  Tang & F.T.Wang (1940) (China)
- Herminium chiwui  Tang & F.T.Wang (1940) (China)
- Herminium chloranthum  Tang & F.T.Wang (1940) (China)
- Herminium coiloglossum Schltr. (1906) (China)
- Herminium ecalcaratum (Finet) Schltr. (1919) (China)
- Herminium glossophyllum  Tang & F.T.Wang (1936) (China)
- Herminium haridasanii A.N.Rao (1992) (Himalaya)
- Herminium jaffreyanum King & Pantl. (1896) (Himalaya)
- Herminium josephi Rchb.f. (1872) (Himalaya, Tibet)
- Herminium kalimpongensis Pradhan (1972) (India)
- Herminium kamengense Nag.Rao (2001) (Himalaya)
- Herminium kumaunensis Deva & H.B.Naithani (1986) (Himalaya)
- Herminium lanceum (Thunb. ex Sw.) Vui (1961) (Mongolië tot tropisch Azië)
- Herminium liguliforme Tang & F.T.Wang (1951) (China)
- Herminium limprichtii Schltr. (1919) (China)
- Herminium longilobatum S.N.Hegde & A.N.Rao (1982) (Himalaya)
- Herminium mackinnoni Duthie (1902) (Himalaya)
- Herminium macrophyllum (D.Don) Dandy (1932) (Himalaya, Tibet)
- Herminium monophyllum (D.Don) P.F.Hunt & Summerh. (1966) (Himalaya)
- Herminium monorchis (L.) R. Br. (1813) (Honingorchis) (Eurazië tot Himalaya)
- Herminium ophioglossoides Schltr. (1912) (China)
- Herminium orbiculare Hook.f. (1890) (Himalaya, Tibet)
- Herminium quinquelobum King & Pantl. (1896) (Himalaya, China)
- Herminium singulum  Tang & F.T.Wang (1940) (China)
- Herminium souliei Rolfe (1903) (China)
- Herminium tenianum Kraenzl. (1921) (China)
- Herminium tsoongii Tang & F.T.Wang (1934) (China)
- Herminium yuanum Tang & F.T.Wang (1936) (China)
- Herminium yunnanense Rolfe (1913) (China)